# Dado Coletti
Dado Coletti, født  Riccardo Broccoletti  27. august 1974 i Rom, er en Italiensk skuespiller og radio-Tv-vært.